# 华夏碘泡虫
华夏碘泡虫（学名：Myxobolus huasaensis）为碘泡科碘泡虫属的动物。在中国，分布于湖北等，营寄生生活，寄生在鲩的肾和胆囊。